# Дженифър Ландън
Дженифър Ландън (на английски: Jennifer Landon) е американска актриса. Тя е известна с ролята си на Тийтър в сериала „Йелоустоун“ (от 2020 г.) по „Парамаунт Нетуърк“.

## Биография
Ландън е родена на 29 август 1983 г. Дъщеря е на актьора Майкъл Ландън и третата му съпруга Синди Клерико. Тя е полусестра на сценариста Кристофър Ландън и режисьора Майкъл Ландън-младши; актьорът Марк Ландън е неин осиновен брат. Нейният дядо по бащина линия е евреин и баща ѝ е отгледан като такъв.
Ландън завършва училище в Брентууд, преди да се премести в Ню Йорк, за да учи в университета в Ню Йорк, където участва в няколко театрални продукции. Получава първата си работа като актриса на петгодишна възраст от баща си, който я избира да играе малко момиченце в един от последните епизоди на своя телевизионен сериал, Highway to Heaven. Преди смъртта му през 1991 г. Дженифър работи с него още веднъж, когато той я избира за ролята на Дженифър Крамър в пилотния епизод на следващия си телевизионен сериал Us.
През 2004 г. Ландън участва в независимия филм LA DJ . В началото на 2005 г. тя е избрана да играе Гуен Норбек Мънсън за един епизод в дневната сапунена опера на CBS As the World Turns. Скоро тя подписва тригодишен договор със сериала. Ландън печели дневната награда „Еми“ за изключителна млада актриса в драматичен сериал три поредни години за превъплъщението си. Тя напуска шоуто през 2008 г., но повтаря ролята си през 2010 г. за последните две седмици от сериала.
На 1 май 2012 г. е обявено, че Ландън ще стане третата актриса, която ще изиграе ролята на Хедър Стивънс в The Young and the Restless. Тя играе ролята в продъление на по-малко от година, преди героинята ѝ да отпадне от сериала. През 2016 г. е избрана за ролята на Лилит Боде, съпругата на сериен убиец, в последния сезон на Banshee.
През 2020 г. Ландън получава ролята на Тийтър в третия сезон на „Йелоустоун“, сериал на мрежата „Парамаунт Пикчърс“.

## Избрана филмография
| Година      | Заглавие           | Роля               | Бележки |
| ----------- | ------------------ | ------------------ | --- |
| 2005 – 2010 | As the World Turns | Гуен Норбек Мънсън | Телевизионен сериал 500 епизода Дневна награда „Еми“ за изключителна млада актриса в драматичен сериал (2006 – 2008) |
| 2018 г.     | Кандидатът         | Ан Макданиел       | Филм |
| 2020 – днес | Йелоустоун         | Тийтър             | Телевизионен сериал Повтаряща се роля (сезон 3 – 4) Главна роля (сезон 5)                                            |